# Wijken en buurten in Harlingen
De Nederlandse gemeente Harlingen is voor statistische doeleinden onderverdeeld in wijken en buurten. De gemeente is verdeeld in de volgende statistische wijken:
- Wijk 00 Harlingen (CBS-wijkcode:007200)
- Wijk 01 Midlum (CBS-wijkcode:007201)
- Wijk 02 Wijnaldum (CBS-wijkcode:007202)

Een statistische wijk kan bestaan uit meerdere buurten. Onderstaande tabel geeft de buurtindeling met kentallen volgens het Centraal Bureau voor de Statistiek (2008):
| CBS-buurtcode | Buurtnaam                                | Inwonertal | Opp. totaal (ha) | Opp. land (ha) | Ligging                |
| ------------- | ---------------------------------------- | ---------- | ---------------- | -------------- | ---------------------- |
| BU00720001    | De Spiker en het industrieterrein Hermes | 2050       | 83               | 70             | Locatie in de gemeente |
| BU00720002    | Trebolbuurt                              | 940        | 28               | 27             | Locatie in de gemeente |
| BU00720003    | Plan-Zuid                                | 800        | 97               | 93             | Locatie in de gemeente |
| BU00720004    | Oosterpark                               | 6690       | 190              | 187            | Locatie in de gemeente |
| BU00720005    | Koningsbuurt                             | 370        | 72               | 62             | Locatie in de gemeente |
| BU00720006    | Binnenstad                               | 3030       | 70               | 62             | Locatie in de gemeente |
| BU00720007    | Industriehaven en omgeving               | 0          | 72               | 72             | Locatie in de gemeente |
| BU00720009    | Verspreide huizen Harlingen              | 490        | 930              | 900            | Locatie in de gemeente |
| BU00720100    | Midlum                                   | 570        | 22               | 22             | Locatie in de gemeente |
| BU00720109    | Verspreide huizen Midlum                 | 120        | 440              | 434            | Locatie in de gemeente |
| BU00720200    | Wijnaldum                                | 350        | 18               | 18             | Locatie in de gemeente |
| BU00720209    | Verspreide huizen Wijnaldum              | 160        | 560              | 554            | Locatie in de gemeente |